# جورج ای. بانکر
جورج ای. بانکر (انگلیسی: George A. Banker; ۸ اوت ۱۸۷۴ – ۱ دسامبر ۱۹۱۷) دوچرخه‌سوار اهل ایالات متحده آمریکا بود.
وی در مسابقات کشوری و بین‌المللی در مجموع برندهٔ ۱ مدال طلا، ۱ مدال نقره شده‌است.